# ALiCE
ALiCE（アリス、1988年1月28日 - ）は、日本の女性シンガーソングライター・作曲家である。身長155cm、血液型はA型。外花りさ（そとはな りさ）の名で女性歌手グループBeForU（およびBeForU NEXT）のメンバーとして活動していた。

## 来歴
- 2004年、高校2年の時に友人と応募したコナミ「BEMANIボーカリスト・オーディション2004」のBeForU追加部門で新生BeForUのメンバーに選ばれる。グループのメンバー"外花りさ"として「KI・SE・KI」でデビュー。
- 2005年、BeForU追加メンバーのみで構成されたユニットBeForU NEXTのメンバーとして、『GuitarFreaks V』&『DrumMania V』に「シナリオ」を発表。
- 2006年、BeForUのセカンドアルバムには初めてのソロ楽曲「摩天楼」が収録されている。この楽曲は本人自身が作詞・作曲を担当した。
- 2006年11月、avex modeよりBeForUとしてメジャーデビューする。
- 2007年7月、BeForUの曲で初めて作詞を担当した楽曲「ムーンバイク」を発表（シングル「夜花火」に収録）。
- 2007年12月、Noriaと共にBeForUを卒業。
- 2008年6月よりアーティスト名をALiCEと改名し、ソロ活動開始。
- 2009年11月よりwebTVおとねっと「cross×mix」アシスタントMCに就任。
- 2010年5月よりスカイクラッドTV「cross×Re:mix」MCに就任。[1]
- 2011年9月、相沢実奈・高橋明日香・もものはるなと共に、ふわわか（正式名称・ふわふわしすぎてわかりません。）を結成。
- 2013年、坂本アツシ、宮前勝弥と新バンド「うさぎダッシュ」のボーカリストとして活動開始。
- 2014年、うさぎダッシュのファーストシングル「NON TITLE」をSoundCloudで発表。
- 2017年、うさぎダッシュの3枚目のシングル「P.N.K!!」が「天地無用！魎皇鬼」第4期OVAシリーズ、第2巻のオープニングテーマとなっている。

## 楽曲
BeForUおよびBeForU NEXTの楽曲はBeForUを参照。
- 摩天楼（アルバム「BeForU II」収録） ※外花りさ 名義
- 細い鎖（ミニアルバム「6NOTES」収録） ※外花りさ 名義
- I'm crasher!!（未発表）
- 宵舞（未発表）
- Black-milktea*（未発表）
- 38ºC（未発表）
- Alice's LOVER ball（未発表）
- you're my sun i'm the moon（未発表）

BeForU所属前から作詞だけでなく多くのオリジナル曲を作曲しており、ライブでしか聴けない楽曲も多数存在する。

## 出演

### 舞台
- LOVE ME DOLL（2010年3月17日 - 22日、銀座みゆき館劇場） - 図書館の女王／王女 役
- 2011リーディングシアターvol.1 1st（2011年1月15日、シアターKASSAI）
- BABYTRIP（2012年4月20日 - 22日、シアターKASSAI） - 大河寅子 役